# Maurice Bardèche
Maurice Bardèche (Dun-sur-Auron,Cher, 1 de octubre de 1907-Canet-en-Roussillon,Pirineos Orientales, 30 de julio de 1998) fue un académico, escritor, crítico literario y polemista francés, comprometido con la extrema derecha del espectro político. Considerado uno de los fundadores del negacionismo en Francia junto con Paul Rassinier, continuó en los años posteriores a la Segunda Guerra Mundial afirmando explícitamente ser fascista.

## Biografía
Bardèche nació el 1 de octubre de 1907 en Dun-sur-Auron, cerca de Bourges, en el seno de una familia modesta, republicana y anticlerical. Asistió al lycée de Bourges, antes de dejar su región natal por el lycée Louis-le-Grand de París, donde conoció a Thierry Maulnier y Robert Brasillach en 1926. Este último lo introdujo en los círculos nacionalistas maurassianos (grupos antijudíos). En 1928, fue admitido en la prestigiosa École Normale Supérieure, donde recibió su grado de agregación en 1932. Bardèche escribía en ese momento para el periódico monárquico L'Étudiant français, cuyo padre era Action Française.
Se casó con Suzanne, hermana de Brasillach, en julio de 1934. Con su ahora cuñado Brasillach, Bardèche compiló The History of Motion Pictures en 1935, un estudio del naciente arte del cine. Según la académica Alice Kaplan, fue "probablemente la primera historia general del cine escrita en Francia, si no en el mundo".
Después de presentar su tesis sobre la obra del novelista Honoré de Balzac en mayo de 1940, Bardèche se doctoró en literatura y posteriormente obtuvo una cátedra temporal en la Universidad de la Sorbona.

## Trayectoria
En la década de 1930 colabora en revistas donde escribe la crónica pictórica y literaria. De 1936 a 1939, viajó varias veces a España y escribió con Brasillach una Historia de la Guerra Civil Española. Seducido por la Falange Española de José Antonio Primo de Rivera, se puso del lado del fascismo. También se maravilló con la estética extravagante exhibida en el Congreso del Partido Nazi en Nuremberg.
Durante la guerra, además de algunos artículos sobre arte en Je suis partout, se centró en su carrera como crítico literario y escribió solo tres artículos sobre arte (Stendhal, Balzac y películas) para el periódico antisemita. El 1 de septiembre de 1944, después de la Liberación de París, Bardèche fue detenido por los artículos que había escrito. Brasillach se entregó a las autoridades para permitir la liberación de Suzanne y sus hijos, y finalmente fue trasladado a la prisión de Fresnes. Brasillach fue condenado a muerte y Bardèche, pero finalmente fue indultado y pasó un año en prisión. 
Expulsado de la educación nacional, solo pudo dar clase en colegios privados. A partir de entonces, se concentrará en rehabilitar la obra y difundir los escritos de Brasillach.
En su Carta a François Mauriac (1947), un panfleto del que se vendieron 80.000 ejemplares, defendió la idea de la “colaboración” y a los funcionarios designados por Vichy, además de cuestionar la “legalidad” de la Resistencia y criticar los "excesos" de la “depuración permanente”.
En 1948, fue uno de los primeros líderes de la Association des Amis de Robert Brasillach. En Nuremberg o la Tierra Prometida, publicado en octubre de 1948 con una tirada de 25.000 ejemplares, se pronunció a favor de la Alemania nazi, impugnando el derecho legal y moral de los aliados de juzgar a los líderes del Tercer Reich por los actos que "quizás" habían cometido. En el libro defiende las tesis negacionistas cuyos argumentos se convertirán en clásicos de la negación del Holocausto. 
Juzgado por "apología del crimen", Bardèche respondió al Tribunal que no podía disculparse por un crimen que, según él, no tuvo lugar; su línea de defensa se basó en la noción de "libertad de expresión" garantizada por las "tradiciones republicanas". Después de muchas dilaciones, Bardèche fue condenado a un año de prisión y a pagar una multa de 50.000 francos por "apología de crímenes de guerra", y se prohibió la venta del libro. Pero en 1950 volvió a insistir en las mismas tesis negacionistas y pronazis en Nuremberg II o Los falsificadores, donde se apoyó en la obra del también negacionista Paul Rassinier. Encarcelado en Fresnes durante tres semanas en julio de 1954, el presidente de la República, René Coty, le concedió la amnistía. Contará las dificultades de su familia y su encarcelamiento (así como las de su esposa, Suzanne Brasillach, con quien tendrá cinco hijos, incluido el abogado Bruno Bardèche), en tono medio humorístico, medio dramático, en Suzanne et le Taudis (1957).
También quiso difundir sus ideas fascistas y antisemitas, lo que lo llevó a participar en el Movimiento Social Europeo, que se veía a sí mismo como una “Internacional fascista”. Después de haber fundado Les Sept Couleurs, editorial que publica sus libros y los de otros intelectuales fascistas, fundó Défense de l'Occident, una revista “discretamente racista y ultra-occidental” que será un “lugar de encuentro” para los extremistas, desde 1952 hasta 1982.
Si Bardèche pretendía de inmediato ser el “ala izquierda” del fascismo, iba a destacar sobre todo por sus posiciones favorables a los movimientos y gobiernos revolucionarios del mundo árabe. Así, en sus escritos Maurice Bardèche defiende el Islam, una religión y una civilización cuya virilidad elogió, y ensalza el nacionalismo árabe y a sus líderes como el egipcio Gamal Abdel Nasser. Esta simpatía por ciertos gobiernos árabes está motivada por su antisionismo radical, que va de la mano con su deseo de expulsar a los judíos franceses. Sin embargo, su compromiso “tercermundista” debe matizarse: en el contexto de la guerra de Argelia, Bardèche apoya el mantenimiento del sistema colonial y aprueba la OAS (aunque siente cierta simpatía por los miembros del FLN, a quienes reconoce como nacionalistas). Finalmente, defiende una “Europa blanca” y le atribuye el derecho a poseer una parte de África (territorios en los que convivirían colonos y nativos).

## Obras
- Con Robert Brasillach, Histoire du cinéma, 1935 (reimpresiones en 1942, 1943, 1948, 1953y 1964)
- Con Robert Brasillach, Histoire de la guerre d’Espagne, París, Plon, 1939 (edición en español: Asociación Cultural Ojeda, 2010, 3ª edición)
- Balzac romancier : la formation de l'art du roman chez Balzac jusqu'à la publication du père Goriot (1820-1835), Plon, 1940
- Lettre à François Mauriac, París, La Pensée libre, 1947
- Stendhal romancier, París, La Table ronde, 1947
- Nuremberg ou la Terre promise, París, Les Sept couleurs, 1948 (edición española: Asociación Cultural Ojeda, 2006)
- Nuremberg II ou les Faux-Monnayeurs, París, Les Sept couleurs, 1950
- L'Europe entre Washington et Moscou : texte d'une conférence tenue le 26 avril 1951 à Anvers, Steendorp, R. Troubleyn, 1951
- L'Œuf de Christophe Colomb : lettre à un sénateur d'Amérique, París, Les Sept couleurs, 1951 (edición española: FIDES, 2015)
- Les Temps modernes, París, Les Sept couleurs, 1956
- Suzanne et le Taudis, París, Plon, 1957
- Qu’est-ce que le fascisme?, 1961
- Histoire des femmes, París, Stock, 1968
- Sparte et les Sudistes, París, Les Sept couleurs, 1969 (edición española: FIDES, 2015)
- Marcel Proust romancier, París, Les Sept couleurs, 1971
- L'Œuvre de Flaubert, París, Les Sept couleurs, 1974
- Balzac, París, Juillard, 1980
- Louis-Ferdinand Céline, París, La Table Ronde, 1986 (edición española: Aguilar, 1990)
- Léon Bloy, París, La Table Ronde, 1989
- Souvenirs, París, Buchet-Chastel, 1993